# Crepidochares subtigrina
Crepidochares subtigrina är en fjärilsart som beskrevs av Edward Meyrick 1922. Crepidochares subtigrina ingår i släktet Crepidochares och familjen Eriocottidae. Inga underarter finns listade i Catalogue of Life.